# NET1
Neuroepitelni ćelijsko transformišući gen 1 protein je kod čoveka kodiran NET1 genom.

## Literatura
- Shen X; Li J; Hu PP;  . (2001). „The activity of guanine exchange factor NET1 is essential for transforming growth factor-beta-mediated stress fiber formation.”. J. Biol. Chem. 276 (18): 15362—8. PMID 11278519. doi:10.1074/jbc.M009534200.
- Dobrosotskaya IY (2001). „Identification of mNET1 as a candidate ligand for the first PDZ domain of MAGI-1.”. Biochem. Biophys. Res. Commun. 283 (4): 969—75. PMID 11350080. doi:10.1006/bbrc.2001.4880.
- Strausberg RL; Feingold EA; Grouse LH;  . (2003). „Generation and initial analysis of more than 15,000 full-length human and mouse cDNA sequences.”. Proc. Natl. Acad. Sci. U.S.A. 99 (26): 16899—903. PMC 139241 . PMID 12477932. doi:10.1073/pnas.242603899.
- Suzuki Y; Yamashita R; Shirota M;  . (2004). „Sequence comparison of human and mouse genes reveals a homologous block structure in the promoter regions.”. Genome Res. 14 (9): 1711—8. PMC 515316 . PMID 15342556. doi:10.1101/gr.2435604.
- Gerhard DS; Wagner L; Feingold EA;  . (2004). „The status, quality, and expansion of the NIH full-length cDNA project: the Mammalian Gene Collection (MGC).”. Genome Res. 14 (10B): 2121—7. PMC 528928 . PMID 15489334. doi:10.1101/gr.2596504.
- Qin H; Carr HS; Wu X;  . (2005). „Characterization of the biochemical and transforming properties of the neuroepithelial transforming protein 1.”. J. Biol. Chem. 280 (9): 7603—13. PMID 15611121. doi:10.1074/jbc.M412141200.
- Alberts AS, Qin H, Carr HS, Frost JA (2005). „PAK1 negatively regulates the activity of the Rho exchange factor NET1.”. J. Biol. Chem. 280 (13): 12152—61. PMID 15684429. doi:10.1074/jbc.M405073200.
- Kimura K; Wakamatsu A; Suzuki Y;  . (2006). „Diversification of transcriptional modulation: large-scale identification and characterization of putative alternative promoters of human genes.”. Genome Res. 16 (1): 55—65. PMC 1356129 . PMID 16344560. doi:10.1101/gr.4039406.
- Leyden J; Murray D; Moss A;  . (2006). „Net1 and Myeov: computationally identified mediators of gastric cancer.”. Br. J. Cancer. 94 (8): 1204—12. PMC 2361249 . PMID 16552434. doi:10.1038/sj.bjc.6603054.
- García-Mata R; Dubash AD; Sharek L;  . (2007). „The nuclear RhoA exchange factor Net1 interacts with proteins of the Dlg family, affects their localization, and influences their tumor suppressor activity.”. Mol. Cell. Biol. 27 (24): 8683—97. PMC 2169424 . PMID 17938206. doi:10.1128/MCB.00157-07.